# Henry Morgan

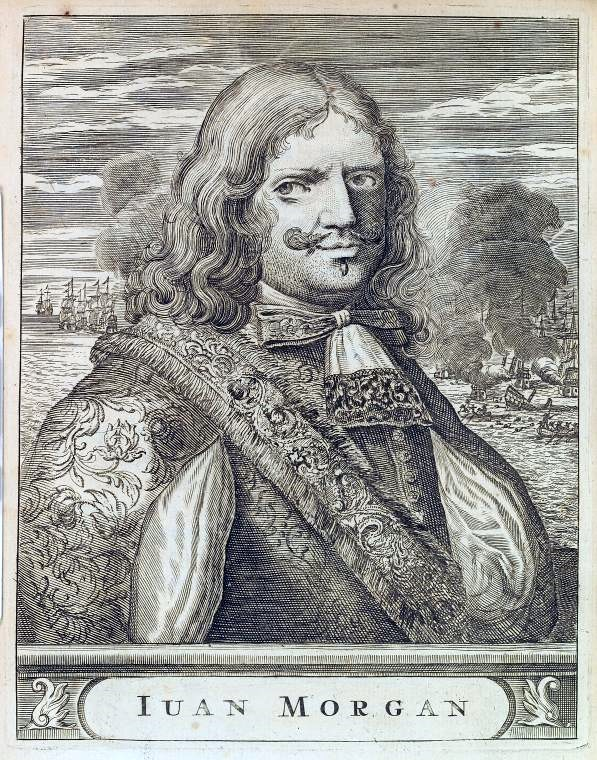
Sir Henry Morgan var den mäktigaste piraten någonsin i Karibien. År 1671 plundrade han det spanska kolonialväldets pärla Panama. Detta gjorde han trots att det rent officiellt rådde fred mellan England och Spanien. Trots det, adlades han även senare för tilltaget.

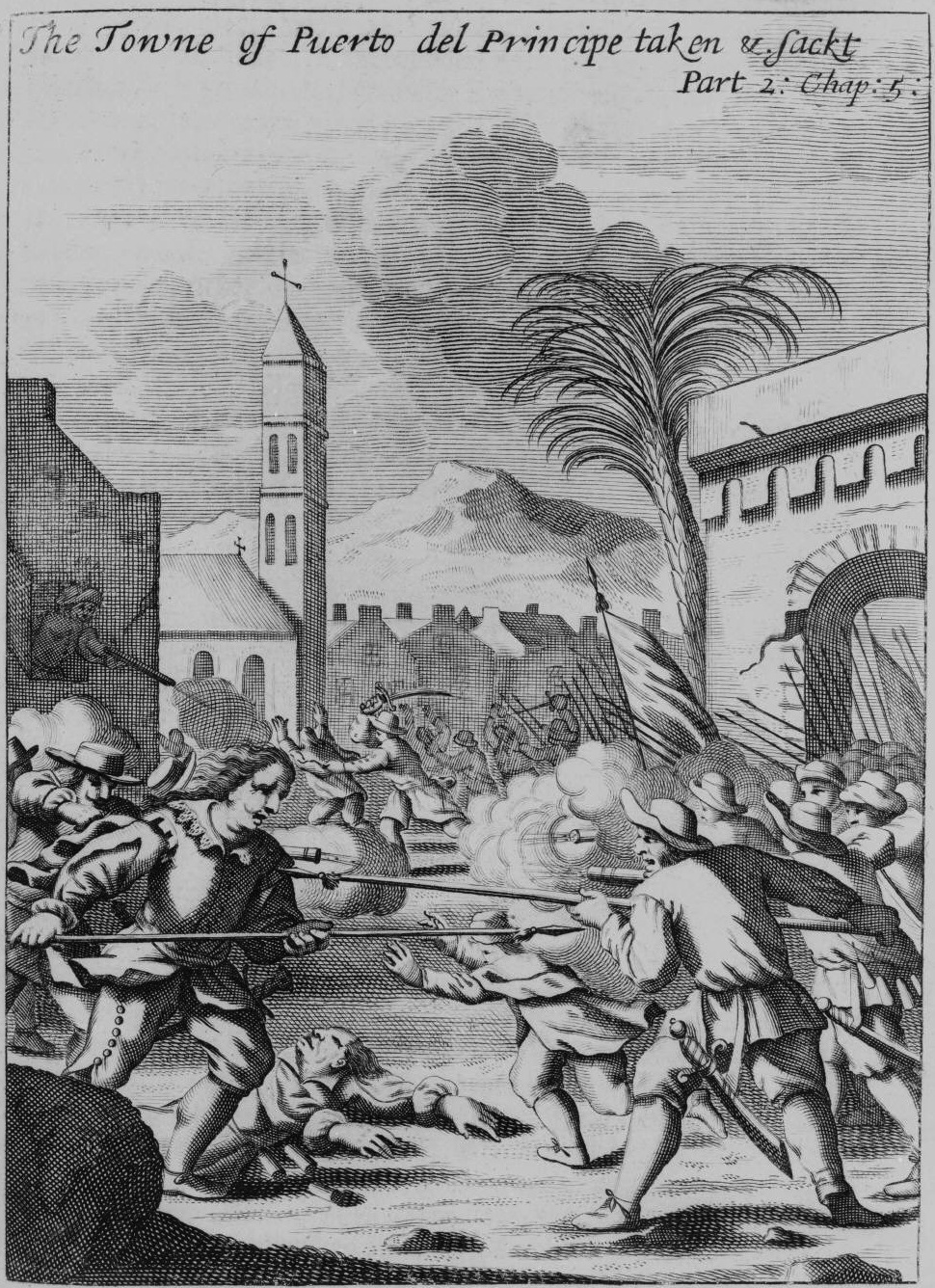
Plundringen av Puerto del Principe (nuv. Camagüey) på Kubas sydkust år 1668 blev Henry Morgans första framgång som pirathövding.

Henry Morgan, född omkring 1635 i Wales, död 25 augusti 1688 på Jamaica, var en walesisk buckanjär och guvernör på Jamaica från 1675. Han adlades 1674.

## Biografi
Henry Morgan gick till sjöss i tidiga år och kom till Västindien som enkel sjöman ombord på ett engelskt fartyg och hade enligt tidens sed helt enkelt blivit såld av skeppskaptenen när det tog land i Barbados. Efter att senare ha förtjänat sin egen frihet reste han till Port Royal på Jamaica och tog där värvning på ett buckanjärfartyg. Han utmärkte sig som pirat och blev en av den store pirathövdingen Mansvelts närmaste män.
År 1668 dog Mansvelt och Henry Morgan tog befälet över flottan. Mansvelt hade planerat bygga en regelrätt piratrepublik på ön Old Providence, men Morgan hade andra planer. Han styrde genast flottan till Kuba och plundrade Puerto del Principe, trots att stadens befolkning förvarnats om piraternas ankomst. Plundringen blev övermåttan grym och Morgan anklagades senare för att ha använt sig av tortyr vid tillfället. I juli 1668 kom turen till Portobelo på Panamanäsets nordkust. Staden var lätt att ta sig in i, men invid den fanns ett imponerande fort som spanjorerna låtit uppföra och som troligen skulle ha utstått en både blodig och lång belägring om inte Morgan använt levande sköldar. Munkar och nunnor från ett närliggande kloster tvingades bära fram stormstegarna med hjälp av vilka piraterna sedan stormade fortets murar. De spanska soldaterna ville inte skjuta ihjäl munkar och nunnor.
1669 höll Morgan till vid Ko-ön på Hispaniolas sydkust där han inrättat en stark piratbas. Där miste han också ett av sina största skepp i en olycka, men lät sig inte avskräckas utan planerade redan för nästa expedition. Ryktet om Morgans bravader flög i karibien och män anslöt sig hela tiden villigt till hans piratarmé. Det hägrande målet för expeditionen bestämdes till Maracaibo, en av det spanska kolonialväldets mest blomstrande städer i Venezuela.
Både Maracaibo och Gibraltar erövrades och plundrades. Civilbefolkningen hade till stora delar flytt till skogs, men många av dem infångades eftersom Morgan dröjde i Maracaibo. Snart anlände en spansk eskader till Maracaibovikens mynning och blockerade utfarten för piraterna. Morgan lät en brännare antända det ena spanska skeppet och panik uppstod bland spanjorerna. Det andra skeppet strandade och det tredje togs genom stormning. Slutligen överrumplade Morgan också ett fort i området. Striderna vid Maracaibo ska enligt Exquemelin ha ägt rum i maj 1669.
I december 1670 samlade Henry Morgan den största piratflotta som någonsin existerat i de amerikanska farvattnen; 37 fartyg (det största bar 28 kanoner) och 2.000 stridsberedda pirater. Med denna styrka seglade han mot Panamanäset återigen där man intog ett fort på norra stranden efter hård strid. Därefter marscherade expeditionen, som då räknade 1.200 man, söderut mot Panama, i början av 1671, som ansågs vara den rikaste staden i Nya Världen. Marschen var hård och männen klagade, men Morgan sporrade dem med berättelser om stadens rikedomar. Framme vid Panama, var staden beredd på piraterna och bjöd hårt motstånd i ett regelrätt fältslag. Staden plundrades efter den segerrika striden sedvanligt hårt och brändes dessutom ner.
Henry Morgan levde ut sina sista år på Jamaica där han till och med blev guvernör och levde i enorm rikedom och överflöd. Men hans sista år var olyckliga och han drack rejält. Han adlades 1674. Han dog där år 1688.
Romtillverkaren Captain Morgan är namngiven efter honom.